# Игуман Филип (Кликовац)
Филип (световно Јован Кликовац; Подгорица, 18. јануар 1979) јеромонах је Српске православне цркве и игуман Манастира Ком.

## Биографија
Игуман Филип (Кликовац), рођен је 18. јануара 1979. године у Подгорици, од побожних и честитих родитеља. Приликом крштења је добио име Јован. Основу а потом и средњу техничку школу завршио је 1998. године у Подгорици.
Свој монашки пут започиње у Цетињском манастиру, 2006. године где долази код старешине манастира игумана Луке (Анића), као искушеник. Замонашен је 11. јула 2009. године у Цетињском манастиру, од стране митрополита црногорско-приморскога господина др Амфилохија (Радовића), добивши монашко име Филип.
Одлуком митрополита црногорско-приморскога господина др Амфилохија постављен је 1. августа 2011. године за старешину Манастира Ком на Скадарском језеру, где је и данас на челу манастира.